# Foreste montane della penisola iberica nord-occidentale
Le foreste montane della penisola iberica nord-occidentale sono una ecoregione terrestre della ecozona paleartica appartenente al bioma delle foreste, boschi e macchie mediterranei (codice ecoregione: PA1216) che si sviluppa per circa 57300 km² nella penisola iberica nord-occidentale.
Lo stato di conservazione è considerato in pericolo critico.
La regione fa parte della ecoregione globale 123 Formazioni forestali mediterranee, inclusa nella lista Global 200.

## Territorio
L'ecoregione si sviluppa nell'area nord-occidentale della penisola iberica, fra i monti Cantabrici ed il Sistema Centrale. L'area è caratterizzata da quote medie e basse, con alcuni picchi che superano i 2000 m. (Teleno, 2188 m; Peña Trevinca, 2124 m). Queste montagne sono il risultato della orogenesi ercinica avvenuta nel tardo Paleozoico.
La regione è caratterizzata da un clima mediterraneo continentale con temperature medie annuali tra i 7 e i 13 °C, e precipitazioni medie tra 500-1000 mm, con inverni freddi (temperatura media del mese più freddo tra 0-5 °C) e un moderato periodo di siccità estiva.

## Flora
Le foreste della regione iberica nord-occidentale mostrano qualche variazione in accordo con l'altitudine. Alle quote più basse e nel letto dei fiumi, come il bacino centrale del Duero al confine tra Spagna e Portogallo, si caratterizzano per le specie di latifoglie sclerofille: (Quercus ilex ballota, Olea europaea, e Pistacia terebinthus). Nel letto dei fiumi si trovano un certo numero di specie relitte di latifoglie, quali ad esempio, Celtis australis. Boschi di ginepro rosso (Juniperus oxycedrus) occupano alcuni altopiani rocciosi. Le quote medie e alte sono dominate da boschi di querce caducifoglie di Quercus pyrenaica e Quercus faginea. Specie relitte di pino marittimo (Pinus pinaster) si trovano su pendii rocciosi e asciutti, dove si trovano formazioni miste e di pino e quercia. Sull pendici meridionali rocciose dei monti Cantabrici si trovano boschi di conifere relitte di Pinus sylvestris e Juniperus thurifera.
Questa ecoregione non ospita una ricchissima flora indigena. Ci sono alcune specie endemiche, ma il tasso di endemismo è meno che il 10% della flora totale. Esempi sono: Angelica angelicastrum, Aquilegia dichroa, Armeria humilis, Centaurea micrantha subsp. herminii, Centaurea rothmalerana, Dianthus planellae, Isatis platyloba, jasione crispa serpentinica, Linaria coutinhoi, e Murbeckiella sousae.

## Fauna
I grandi carnivori sono rappresentati principalmente dal lupo iberico (Canis lupus signatus), la cui popolazione è in aumento nella regione e rappresenta la più grande popolazione iberica, concentrata nelle montagne della Sierra Culebra. L'orso bruno (Ursus arctos) si trova sul versante sud dei monti Cantabrici. Altre specie dell'area cantabrica che stagionalmente si diffondono in questa ecoregione sono il camoscio cantabrico (Rupicapra pyrenaica parva) e il gallo cedrone (Tetrao urogallus), specie altamente a rischio.
Nell'area sono presenti alcuni grandi erbivori come stambecchi (Capra pyrenaica victoriae), cervi (Cervus elaphus) e caprioli (Capreolus capreolus), che sono distribuiti in gran parte della regione. Altri mammiferi significativi distribuiti ampiamente sono: gatto selvatico (Felis silvestris), il tasso eurasiatico (Meles meles), la faina (Martes foina), e la genetta comune (Genetta genetta). Nei fiumi di montagna è ancora ben rappresentata la lontra (Lutra lutra).
Tra le specie più importanti di uccelli da segnalare sono grifone (Gyps fulvus), aquila reale (Aquila chrysaetos), biancone (Circaetus gallicus), e capovaccaio (Neophron percnopterus).
Alcuni rettili degni di nota sono Mauremys caspica, Lacerta schreiberi, Anguis fragilis, e Macroprotodon cucullatus.

## Popolazione
L'area è costituita da aree remote e selvagge e pertanto storicamente scarsamente abitate da popolazioni umane.

## Conservazione

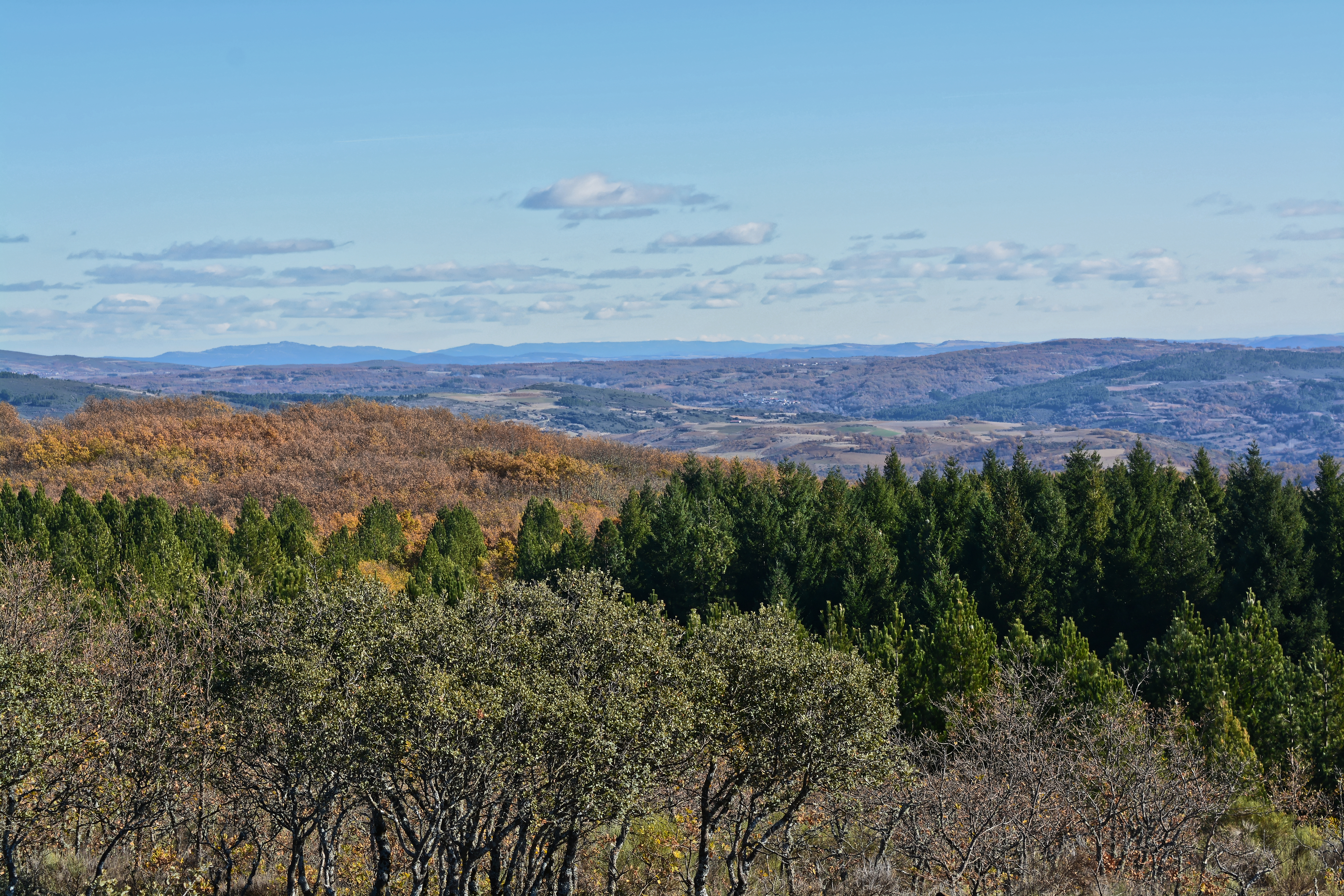
Parco naturale di Montesinho, Portogallo

L'habitat naturale di questa area è fortemente danneggiato in quanto le foreste sono state intensamente convertite in pascoli per l'utilizzo da parte del bestiame e per i terreni agricoli. Le foreste rimanenti sono quasi interamente trasformate in boschi cedui, a causa della forte raccolta di legna da ardere avvenuta nel corso degli ultimi secoli. La tendenza all'abbandono rurale degli ultimi cinque decenni, ha contribuito all'espansione delle foreste secondarie. Negli anni sessanta e settanta vi è stata una ampia riforestazione a base di Pinus pinaster.
Nella regione si trovano diverse aree naturali protette:
- Parco nazionale di Peneda-Gerês, in Portogallo:
- Parco regionale della Sierra de Gredos, in Spagna;
- Parco naturale della Sierra de Cebollera, in Spagna;
- Parco naturale di Montesinho, in Portogallo;
- Parco naturale di Arribes del Duero, al confine fra Spagna e Portogallo;
- Parco naturale della Sierra de São Mamede, in Portogallo.